# Rai (superficie)
Pour les articles homonymes, voir Rai.
Un rai (Thaï ไร่) est une unité de superficie égale à 1 600 m2. Cette mesure actuelle est précisément dérivée du mètre, mais n'est ni une partie reconnue du système métrique actuel, ni du Système international d'unités (SI).
Un rai est égal à 4 ngaan ou 400 dtaaraangwaa (waa2).
Cette mesure est habituellement utilisée en Thaïlande et est égale à 16 ares, cette dernière étant une autre mesure basée sur le mètre et couramment utilisée dans plusieurs pays bien qu'elle ne soit pas encouragée par le SI.